# Första svenska korståget
Första svenska korståget gick enligt legenden till Finland under Erik den heliges ledning under 1150-talet. Idag betvivlar man att det alls ägt rum i form av ett regelrätt korståg då det saknas belägg för det i samtida källor. Däremot är det troligt att det vid denna tid genomfördes militära expeditioner från svenskt håll, vilka småningom ledde till att Egentliga Finland inlemmades i det svenska riket.

## Uppgifter om krigståget
Historien om det första korståget till Finland har ifrågasatts av en del historiker, eftersom det inte finns några samtida källor från 1100-talet om tåget. De tidigaste bevarade källorna är över hundra år yngre än de möjliga händelserna. Uppgifterna om det första korståget baseras på Erikslegenden, som skrevs på 1270-talet och inte kan betraktas som en helt tillförlitlig källa.
Biskop Henriks öde beskrivs i sin tur i Henrikslegenden från Åbo stift kring år 1300 samt i biskop Henriks dödsvisa. Den förstnämnda är utformad för det unga och nyligen etablerade stiftets andliga behov och berättar om den finska missionskyrkans martyrbiskop. Den senare är en finskspråkig folkdikt på kalevalamått, som skrevs ned först på 1600-talet, även om den sannolikt uppkom redan under medeltiden. Enligt dödsvisan dödade bonden Lalli biskop Henrik på isen vid Kjulo träsk med en yxa, uppeldad av sin svekfulla hustrus lögner.
Enligt källorna reste omkring år 1155 Sveriges kung Erik den helige och Uppsalas biskop Henrik, som var av engelskt ursprung, från Uppland till sydvästra Finland, möjligen Satakunda eller norra delen av Egentliga Finland, tillsammans med en här. Kungen återvände till Sverige efter att krigståget avslutats, medan biskopen stannade kvar för att organisera kyrkliga angelägenheter i Finland. Hans arbete fick dock ett abrupt slut genom hans oväntade död.

## Tidpunkt och orsaker till krigståget
Tidpunkten för fälttåget har föreslagits vara nästan vilket år som helst under 1150-talet. De mest accepterade åren är 1150, 1155, 1157 och 1158, medan andra föreslagna år har varit 1153, 1154 och 1156.
Enligt Erikslegenden genomförde finnar plundringståg till kustområden i Sverige och orsakade stor förödelse. Som svar på detta beslutade Erik den helige att erövra Finland och omvända finnarna till kristendomen. Kristendomen hade dock spridits till Finland redan tidigare, senast på 1000-talet. I detta sammanhang är den bild av finnarna som hedningar, som ges i legenden om den helige Henrik, en förenkling som tillkommit i efterhand.
Det har spekulerats att det påstådda fälttåget till Finland kan ha varit kopplat till maktkampen mellan den Sverkerska och den Erikska kungaätten. En framgångsrik militär expedition och spridningen av kristendomen kunde ha varit effektiva sätt att vinna kyrkans stöd och öka den allmänna populariteten. Sveriges kronas och den katolska kyrkans ställning i Finland blev slutgiltigt etablerad först under 1200-talet, troligen i samband med det så kallade andra svenska korståget och koloniseringen av kustområdena.

## Korstågets karaktär och historicitet i finsk historieskrivning
Den bild av det första svenska korståget som ges i legenden om Erikslegenden betraktades som relativt tillförlitlig ända fram till 1900-talet. Under tidigt 1900-tal växte dock en tolkning fram där kung Erik och biskop Henrik accepterades som historiska personer, men händelsebeskrivningarna i medeltida legender ansågs främst vara fiktiva. Denna tolkning företräddes särskilt av de finska historikerna Arvi Korhonen och Jalmari Jaakkola. Båda kallade fälttåget det "så kallade första korståget".
Enligt Jaakkola och Korhonen var Eriks fälttåg ett ledung-baserat plundrings- eller beskattningståg, där biskop Henriks närvaro var en ovanlig omständighet. I denna tolkning förvandlades tvångskonvertering till en fråga om kyrklig organisation i det redan kristnade Egentliga Finland och Satakunda. Jaakkolas och Korhonens tolkning tonade ned fälttågets militära karaktär och betonade finnarna som nästan jämbördiga allierade med Sverige, en uppfattning som överensstämde med tidens finska nationalistiska historiesyn och idén om en forntida självständighet.
Den finska nationalistiska tolkningen av medeltidens historia försvann efter andra världskriget, men uppfattningen om det första korståget som en ledung-expedition och Finlands medeltida statsbildning som en fredlig och gradvis process har förblivit dominerande inom finsk och svensk historieforskning. Samtidigt har bilden av ett krigiskt korståg fortsatt att leva kvar i populärhistoriska framställningar, fiktion och skolundervisning.
Forskare inom korstågen i Östersjöområdet har dock påpekat att ett korståg till Finland under 1150-talet passar väl in i den korstågsrörelse som inleddes i Östersjöregionen år 1147. Även om de medeltida legendberättelserna om korståget till Finland inte anses vara tillförlitliga, kan deras kärna ändå spegla ett fälttåg som samtiden uppfattade som ett korståg.